# Скруп, Роджер, 2-й барон Скруп из Болтона
Роджер Скруп (англ. Roger Scrope; умер 3 декабря 1403) — английский аристократ, 2-й барон Скруп из Болтона (в 1403 году).

## Биография
Роджер Скруп был вторым сыном Ричарда Скрупа, 1-го барона Скрупа из Болтона, и Бланш де ла Поль. В 1385 году он был посвящён в рыцари, позже стал губернатором острова Мэн. Старший брат Роджера Уильям был казнён в 1399 году как верный сторонник свергнутого короля Ричарда II, но на положении семьи это не отразилось. После смерти отца в 1403 году Роджер унаследовал его владения, расположенные главным образом в Йоркшире, и баронский титул. Однако он сам умер в конце того же года.
Барон был женат на Маргарет Типтофт, дочери Роберта Типтофта. В этом браке родился единственный сын — Ричард (1394—1420), 3-й барон Скруп из Болтона.